# Vatairéoïdes
Clade
Synonymes
- Vataireoids (anglais)
- Sophoreae sensu Polhill, 1981 pro parte 5

Les Vatairéoïdes sont un clade informel de plantes à fleurs de la famille des Fabaceae, de la sous-famille des Faboideae (ou Papilionoideae) et du clade des Meso-Papilionoideae. Les espèces sont trouvées principalement en Amérique du Sud et en particulier au Brésil.

## Liste des genres
- Luetzelburgia Harms
- Sweetia Spreng.
- Vatairea Aubl.
- Vataireopsis Ducke

## Publications originales
- (en) Pennington RT, Lavin M, Ireland H, Klitgaard B, Preston J, Hu JM (2001). "Phylogenetic relationships of basal papilionoid legumes based upon sequences of the chloroplast trnL intron". Syst Bot. 26 (3): 537–556. DOI 10.1043/0363-6445-26.3.537.
- (en) Wojciechowski MF. (2013). "Towards a new classification of Leguminosae: Naming clades using non-Linnaean phylogenetic nomenclature". S Afr J Bot. 89: 85–93. DOI 10.1016/j.sajb.2013.06.017.